# 布丽奇特·斯隆
布丽奇特·斯隆（英語：Bridget Sloan，1992年6月23日—），生于俄亥俄州辛辛那提，美国女子竞技体操运动员。她曾参加2008年夏季奥林匹克运动会，在体操女子团体项目上摘得一枚银牌。